# Bellmont (Illinois)
Bellmont es una villa ubicada en el condado de Wabash en el estado estadounidense de Illinois. En el Censo de 2010 tenía una población de 276 habitantes y una densidad poblacional de 331,98 personas por km².

## Geografía
Bellmont se encuentra ubicada en las coordenadas 38°22′59″N 87°54′38″O / 38.38306, -87.91056. Según la Oficina del Censo de los Estados Unidos, Bellmont tiene una superficie total de 0.83 km², de la cual 0.83 km² corresponden a tierra firme y (0%) 0 km² es agua.

## Demografía
Según el censo de 2010, había 276 personas residiendo en Bellmont. La densidad de población era de 331,98 hab./km². De los 276 habitantes, Bellmont estaba compuesto por el 97.83% blancos, el 0.72% eran afroamericanos, el 0% eran amerindios, el 0.36% eran asiáticos, el 0% eran isleños del Pacífico, el 0% eran de otras razas y el 1.09% pertenecían a dos o más razas. Del total de la población el 0.36% eran hispanos o latinos de cualquier raza.